# Iván Macalik
Iván Ricardo Macalik (14 de septiembre de 1987) es un futbolista argentino que juega como defensor.

## Trayectoria
Debutó el año 2005 en el club Ferro Carril Oeste de la segunda división del fútbol argentino hasta el 2007, donde sería traspasado al Club Atlético Lanús perteneciente a la primera división de Argentina. El año 2010 fue traspasado al club chileno Unión San Felipe. Actualmente se encuentra en el Club Almagro.